# Comuna de Wapno
Wapno (polaco: Gmina Wapno) é uma gminy (comuna) na Polónia, na voivodia de Grande Polónia e no condado de Wągrowiecki. A sede do condado é a cidade de Wapno.
De acordo com os censos de 2004, a comuna tem 3077 habitantes, com uma densidade 69,6 hab/km².

## Área
Estende-se por uma área de 44,19 km², incluindo:
- área agricola: 83%
- área florestal: 8%

## Demografia
Dados de 30 de Junho 2004:
|                      | Total   | Total | Mulheres | Mulheres | Homens  | Homens |
| -------------------- | ------- | ----- | -------- | -------- | ------- | ------ |
|                      | pessoas | %     | pessoas  | %        | pessoas | %      |
| População            | 3077    | 100   | 1557     | 50,6     | 1520    | 49,4   |
| Densidade (pop./km²) | 69,6    | 100   | 35,2     | 35,2     | 34,4    | 34,4   |

De acordo com dados de 2002, o rendimento médio per capita ascendia a 1491,65 zł.

## Subdivisões
- Aleksandrowo, Graboszewo, Komasin, Podolin, Rusiec, Srebrna Góra, Stołężyn, Wapno, Wapno Południowe.

## Comunas vizinhas
- Damasławek, Gołańcz, Kcynia, Żnin